# Jaaliníes
Los jaaliníes (جعليون Ǧa'aliūn o الجعليّين al-Ǧa'aliyin) o clan Ja'alin son una tribu árabe. Ocuparon los dos márgenes del Nilo, desde Jartum hasta Abu Hamad. Emigraron a Nubia en el siglo XII, y para el tiempo de la invasión egipcia de 1820 eran la más poderosa de las tribus árabes del Valle del Nilo. Se sometieron al principio, pero dos años más tarde se produjo una rebelión sangrienta que fue reprimida sin piedad, siendo a partir de entonces los Ja'lin controlados por el gobierno.
Con la supresión del comercio de esclavos, los Ja'alin perdieron gran parte de sus recursos, por lo que fueron una de las primeras tribus sudanesas que se unieron a la revuelta del Madhi en 1884. Al cotnrolar las tierras al norte de Jartum dificultaron la comunicación del general Charles Gordon con Egipto.
Cuando los británicos invadieron Sudán en 1896, algunos líderes Ja'alin comenzaron negociaciones para abandonar al califa Abdellahih, el sucesor del Mahdi. En represalia, el califa envió un ejército a Metemmah, la capital de los Ja'alin, que fue saqueada y arrasada, muriendo unos 2.000 hombres, mujeres y niños. Ante semejante matanza, los demás Ja'alin se unieron sin condiciones a los británicos, y su deserción debilitó seriamente el dominio del califa Abdellahi en Sudán.
Actualmente los Ja'alin son un pueblo agrícola y seminómada. Son mayoritariamente musulmanes y afirman ser descendientes directos de Abbas, tío del profeta Mahoma. Los últimos censos arrojan una estimación de dos millones de Ja'alin que viven en pequeñas aldeas y villas a lo largo de la ribera del Nila. Su territorio es muy cálido y seco, con temperaturas que pueden llegar en verano a 40° o 45°.
Los Ja'alin son fácilmente reconocibles por sus cicatrices faciales, habitualmente en forma de T o de H. Las cicatrices son un símbolo de orgullo tribal y son más habituales entre las mujeres que en los hombres, ya que también se consideran una señal de belleza. 